# 制服カノジョ
『制服カノジョ』（せいふくカノジョ、SCHOOL GIRLFRIEND）はエンターグラムより2024年2月22日に発売されたゲームソフト。プラットフォームはPlayStation 4・Nintendo Switch・Microsoft Windows・Steam（日本国外のみ、パブリッシャーはエンターグラムではなく中国のHIKARI FIELD）。
スピンオフ作品『制服カノジョ まよいごエンゲージ』が2024年9月26日に発売。対応プラットフォームは同じ。
2025年1月23日に続編『制服カノジョ2』が発売。
2025年8月28日にスピンオフ作品『制服カノジョ2.5』が発売予定。対応プラットフォームからPlayStation 4が外れる。

## 概要
パソコン向け恋愛アドベンチャーゲームを家庭用ゲーム機へ移植してきたエンターグラムにおいて初となるオリジナルIPによる恋愛アドベンチャーゲーム。公式略称は「セイカノ」。新世代のガールフレンドを表現すべく「制服」×「SNS」×「リアルな恋愛」をコンセプトに掲げている。作品としてはシナリオ重視で感動といったものではなく、あくまで女の子とのデートに焦点を当てている。
キャラクターデザイン（原画）は『アイキス』シリーズと同じく葉月玉兎と桐沢さきが担当している。
2024年2月22日、初回版(Windowsのみ)・通常版(Nintendo Switch/PlayStation 4のみ)・DL版・DL豪華版(Windowsのみ)・ゆい初恋BOX・ひまり初恋BOX・みお初恋BOX・ファミ通DXパック(許斐ゆい・玉依ひまり・八尋美桜)がそれぞれ発売された。初恋BOXにはそれぞれ「オリジナルパッケージ」「スクールバック風ポーチ」「ランダム集合チェキ」「ランダムカノジョチェキ」「Lyceeプロモカード」「BIGアクリルスタンド」「OP主題歌&EDキャラソンミニアルバムCD」「オリジナルサウンドトラックCD」「撮り下ろしドラマCD」「ミニキャラ&ストラップアクリルキーホルダー」「B2タペストリー」が特典として付いている。
2024年3月8日、作中内に登場したものと同デザインのLINEスタンプが販売開始。
2024年9月26日、ゆめは初恋BOX・通常版・DL版・「制服カノジョ + 制服カノジョ まよいごエンゲージセット」が発売。
2025年1月23日、せりか初恋BOX・ガチ恋BOX・初回版(Windowsのみ)・通常版(Nintendo Switch/PlayStation 4のみ)・DL版・制服カノジョ1/2/まよいごセットが発売。

## ゲームシステム
プレイヤーネーム(主人公の名前)と星座(主人公の星座)を選択可能であり、初期ネームは「板橋 樹」星座はおひつじ座になっている。名前や星座を変えたからといってシナリオの変化は無いが、作中に登場する星座占いのセリフが多少変化する。
選択肢によってルートが変わるシステムになっており、LIMEを使用しヒロインの中からデート相手を選択する。ヒロインを選択した後にもデート先を2択から選択することも。
コンスタグラムという、投稿アプリがいつでも開けるようになっており、定期的に上がるヒロインの投稿やストーリーにいいねを付けていると、後々ヒロインたちのリアクションが変化する。
スキンシップタイムというイベントが定期的に始まり、ヒロインの肌や服にタッチし問題を解決することでストーリが進行する。
ひまりから定期的にクイズを出題されることがあり、選択肢の中から1つ選んで回答する。
お出かけ中のミッション次第で，デート後にさらなる「アフターデート」に行けるようになる。

### 制服カノジョ2からの追加システム
前作のコンスタやLIME等のシステムに加え、新たに新機能が追加されている。
今作から育成システムとしていちゃらぶ成長システムが搭載されている。アイテムを選ぶ、画面タッチでスキンシップ、ヒロインごと固有のミニゲーム等でカノジョとの距離を縮めることが出来る。その他演出も実装。ヒロインのSNSのフォロワー数を増やし、好感度をあげていくとストーリーが解放される。
いちゃらぶ成長システムにはラブラブ度・フォロワー数・ムラムラメーターの3つのパラメーターが存在し特定のパラメーターをあげると、ご褒美シナリオやショートストーリーが解放されていく。
制服カノジョ2ではマルチエンディングが採用されており3つのパラメーター次第で30種類以上のエンディングを見ることが出来る。エンディングの中には一風変わった「ユニークEND」やヒロインの性癖を開発する「ムラムラEND」もある。

## あらすじ

### 制服カノジョ
大都会の高校に通う主人公は、同級生の桃尻芹香にSNSで告白する。だが、芹香は主人公をからかう他の同級生たちに同調する形で、突き放してしまう。
ショックを受けた主人公は、叔父であり出版社で社長をしている伊規須真守にその事を相談すると、「美人の多い街」福岡に転校する事を提案してくる。
福岡に来ればきっと何かが見つかるという伊規須の言葉を信じ、転校した主人公は、そこで出会った3人の女子高生と制服の良さを伝える活動「制服カノジョ」プロジェクトを通し、トラウマを克服して行き仲を深めていく。

### 制服カノジョ まよいごエンゲージ
主人公は福岡県の高校に転校したばかりの高校生。ある日、事務所に所属しているもののほぼ仕事のない新人声優である、仁田原夢羽が観客が一人も居ない野外の舞台で演技をしているのを見かける。その後、スマホをなくした主人公は夜の公園で探しているとばったりと夢羽と再会する。夢羽が膝に怪我をしているらしいことに気づいた主人公は、夢羽のニーソックスを脱いでもらう。その場面を写真に撮られてしまっており、後日クラスメイトの片山ほのかに「付き合っているのか？」とからかわれた際に、勢いで「俺は夢羽のマネージャーだ！」と嘘をついてしまった主人公は、そこから実際にマネージャー（アルバイト）となることになり、夢羽との仲を深めていく。

### 制服カノジョ2
福岡に引っ越した主人公は「制服カノジョ」プロジェクトの許斐ゆい・玉依ひまり・八尋実桜と転校前に同じクラスだった桃尻芹香を加え、夏直前に特定の女の子と付き合い始める。
夏秋のイベントや2人きりのお泊まり旅行を経験しさらに仲を深めていく。

## 登場人物

### ヒロイン（攻略対象）
許斐ゆい（このみ ゆい）
声 - 前田佳織里
私立西新学園の2年生。主人公のクラスメイト。攻略対象の1人であり、制服カノジョプロジェクトのメンバーでありモデル担当。制服カノジョプロジェクトがモデルとしての初活動である。明るく活発な女の子。家庭的な一面を持ち、いつも弁当を持参しており、たまに凝りすぎて遅刻しそうになる程の料理好き。面倒見の良さからクラスメイトからはゆいママといじられる事も。その反面、趣味は釣りとゲームであり、主にFPSやボードゲームを好んでいる（担当声優の前田の趣味もFPSで、「おそらく設定を寄せている」と述べている）。ハマったものはとことん突き詰めるタイプであり、友人をよく置いてけぼりにしてしまう模様。食事のシーンが多く登場し、とにかくよく食べる。お尻が大きいことを気にしているらしく、よくお尻にフォーカスが当たった話が描かれる。おばあちゃん子であり、祖母が着ていたセーラー服に憧れを持っており、残された学生生活のうちに憧れを現実にするために制服カノジョになった。伊規須真守とは祖母の綿詰めの内職絡みで知り合った。本編では主人公より先に制服カノジョメンバーに加わっている。主人公の女性不信の改善に大きく関わっている。

玉依ひまり（たまより ひまり）
声 - 橘杏咲
私立西新学園の1年生。主人公の後輩。攻略対象の1人であり、制服カノジョプロジェクトのメンバーでありモデル担当。脱力マイペースな妹的存在の不思議っ子。誰に対してもラフに接するが、初対面の伊岐須には敬語を使うなど空気はしっかりと読める。クイズや謎解きが趣味であり、たびたび主人公に対して問題を出題してくる。クイズ検定の1級を取得しており、さらに上のグランドマスターを目指して日々挑戦している。地球パンというバンズにグミが乗っている物を美味しいと評したり、シェイクにパイをいれるなど、少しズレた味覚をしている。許斐ゆいとは対照的に少食である。主人公が購買で地球パンを譲ったことで知り合った。主人公のことを推しと称しており、他にも推しがいくつもある様子。部活かバイトを探しているところを主人公が制服カノジョプロジェクトに勧誘し、即決でモデルになった。即決した理由として、写真撮影が好きという理由もあるが、推し(主人公)と一緒に活動出来るからとも発言している。作中に登場するめん太の大ファン。

八尋実桜（やひろ みお）
声 - 小坂井祐莉絵
私立西新学園の3年生。主人公の先輩。攻略対象の1人であり、制服カノジョプロジェクトのメンバーでありモデル担当。 福岡を拠点にするトップモデルとして活動しており、ファンからはロミオの名で親しまれている。モデルをする理由として、自身の存在を越えて表現ができるからと発言しており、その為には衣装を一切妥協したりはしない。とあるレイヤーから影響を受け趣味として個人的にコスプレをしており、コスプレ先のキャラになりきり、その数だけ新しい八尋美桜に出会えるからとも発言している。モデルの八尋美桜としては、あまり趣味に好意的な意見を持っていなかったが、主人公の言葉を受け前向きに捉えるようになった。主人公とは事務所付近で知り合い、その後学園が同じである事を知り、主人公に制服カノジョに勧誘にされた。主人公に対して異様に距離感が近いが誰に対してもそうという訳では無い。鼠径部にあるほくろを気にしているが主人公に魅力的と言われて以降、愛おしく感じている。

桃尻芹香（ももじり せりか）
声 - 陽高真白
主人公が都心にいた時のクラスメイト。プライドが高く周りの目を気にしている為、主人公からの告白を素直に受け取れず、距離を置かれることになった。物語がある程度進んだタイミングで西新学園に転校してくる。転校理由は父親の転勤。都心にいた際は顔の良さも相まってカースト上位に立っていたが、西新学園には福岡美人が多い為、上位に立つことはなかった。許斐ゆいとは当初険悪な仲になるかと思われたが、根は善人なのでライバル関係のようなポジションで落ち着いている。『2』では攻略対象ヒロインに昇格している。ゆいをライバル視している一方、実桜を「ロミオ様」と呼んで慕っている。

仁田原夢羽（にたばる ゆめは）
声 - 山田麻莉奈
声優アイドル。めん太の声優&中の人（物理）をやっている縁からひまりと仲良くなり、大親友となる。『まよいごエンゲージ』ではメインヒロインを務める。
『制服カノジョ』でカフェで休憩している。
古賀希望（こが のぞみ）
声 - 月城日花
学校一の美人教師で担当科目は地理。グラマーな体型で男子から人気がある。作中では主人公に教師として問題を出してくる。『2.5』ではメインヒロインを務める。

### その他の登場人物
伊規須真守（いぎす まもる）
声 - 河西健吾
主人公の叔父で福岡で出版社の社長をしている。制服に対しての愛情が凄まじく、制服カノジョプロジェクトが長年の夢だった。あらゆる方面に顔が広く八尋美桜が所属している事務所の社長とも知り合い。美容意識が高く見た目は非常に若く見える。オネェ口調で話す。基本的なことは教えてくれるが、多々説明不足な所が見られる。

八尋実咲（やひろ みさ）
声 - 飯田ヒカル
実桜の2学年下の妹でギャル。女子バスケットボール部所属で運動神経が良い。完璧な姉に対してコンプレックスを持っており、家にやってきた姉の彼氏である主人公にちょっかいをかけてくるようになる。実桜と同じくコスプレに興味がある。

片山ほのか（かたやま ほのか）
声 - 山口絵
夢羽のクラスメイトであるギャル。

久海希空（ひさみ のあ）
声 - 亀田望美
売り出し中の声優。夢羽の一つ年上で事務所も別だが、幼い頃から共演しているためタメ口で話す。

### ゲスト出演
葛城七瀬（かつらぎ ななせ）
『アイキス2』からの出演。登場当初から八尋実桜の大ファンで作中内にてサインを貰っている。デザイン会社のインターンのために福岡に滞在している。
漆原莉子（うるしばら りこ）
『アイキス2』からの出演。七瀬の影響でだんだんと八尋実桜のファンになっていく。デザイン会社のインターンのために福岡に滞在している。
ローラ
アイキス3からの出演。作中では絵画が入賞し福岡の美術館に飾られることになったので、授賞式の参加を兼ねて遊びにきている。
真庭花梨（まにわ かりん）
アイキス3からの出演。作中ではローラの付き添いで福岡にやってきている。
舞鶴よかと（まいづる よかと）
福岡のご当地VTuber。機内のCMと、朝のニュース番組で登場する。ゲーム開始時に設定した星座によってよかとの占いコーナーが変化する。
羽形モモ（はねかた もも）
博多駅の複合商業施設JR博多シティ公式VTuber。作中内にて博多シティ等で登場。ヒロイン達と会話し、お勧めの飲食店などを提案してくれる。
根間うい（ねま うい）
沖縄のVTuberで、『制服カノジョ2』にて、沖縄の文化や魅力を教える案内人として登場する。
みみぴ
『制服カノジョ2』にて登場したVTuber。作中ではお姉さんとしてヒロインたちに大人の魅力についてアドバイスする。

## 制作（『制服カノジョ』）
『制服カノジョ』のプロデューサーである平山は、恋愛アドベンチャーというジャンルが縮小傾向にある今だからこそ、ジャンルを盛り上げたいと4Gamer.netとのインタビューの中で語っている。
『制服カノジョ』は“新世代のガールフレンド”を表現するため、「制服」×「SNS」×「リアルな恋愛」をコンセプトに据えた。
まず「制服」については、現実世界において学生服で様々な場所に出かける動きがあることを踏まえ、作中でも制服をまとった3人のヒロインと福岡県内の様々な場所へ遊びに行くという体験が組み込まれた。
次いで「SNS」については、青春のドキドキ感を味わってもらうため、従来の「画面内の選択肢から選ぶ」という方式ではなく、架空のSNSで誰に返信するかでルートが分岐するシステムが導入された。なお、ハーレムルートはなく、もし複数人を同時攻略しようとすると誰とも結ばれないようになっている。
『制服カノジョ』は全年齢向け作品として作られた一方、開発陣としてはこの作品を通じて性癖を歪めてほしいという気持ちも強く、グラフィックにおいては「肩車で太ももが当たる」といったフェティッシュな場面が用意された。同様の理由から、ヒロインを助けることでスキンシップに発展する「スキンシップタイム」も導入された。

### キャラクター設定
主人公の同級生・許斐ゆいは、明るく元気な性格をしている一方、無意識に愛想を振りまいてしまい、異性に気があると誤認させてしまうタイプとして設定された。

下級生の玉依ひまりは、SNSに自撮り写真を積極的に投稿する現代っ子である一方、「推し」だからという理由で主人公になつくなど、変わった人物として設定された。また、ひまりはクイズ好きという設定であり、主人公に対して出題する内容は謎解きクリエイターに依頼して作ってもらった。
上級生の「八尋実桜」は趣味のコスプレ写真を主人公に見つかったことがきっかけで主人公に近づくようになったという経緯を持つ。

### 舞台設定
本作の舞台は福岡県であり、福岡の各種企業や団体の協力を得て実在する場所や建物をロケーションとして話が進んで行く。食や暮らしにもフォーカスがあたっており、名産物が数多く登場する。
福岡を舞台にした理由としては、架空の場所より実在の場所の方が現実味を帯びており、プロデューサーの平山やシナリオライターなど九州に縁のあるスタッフが多く、細部まで作り込みやすかったためとしている。
撮影協力として 福岡フィルムコミッション・福岡国際空港・福岡タワー・福岡地下街開発・西鉄・JR九州・ももちはま海浜公園(マリゾン・博多港環境整備共同事業体)・一般社団法人アニメツーリズム協会・どんどん亭など、多数の企業・団体が参加している。
『制服カノジョ2では福岡県を飛び越え、沖縄を含む九州全土が舞台になっており、北九州市（福岡県）やグラバー園（長崎県）など、多数の企業・団体・市が参加している。

## 評価
「ファミ通」のジャイアント黒田は、『制服カノジョ2』における芹香のおかげで、前作を遊んだことのない人でも楽しめると評価している。